# هرمان شوبرت (سياسي)
هرمان شوبرت (بالألمانية: Hermann Richard Schubert)‏ هو نقابي وسياسي ألماني، ولد في 26 يناير 1886 في لنغهفلد في ألمانيا، وتوفي في 22 مارس 1938 في الاتحاد السوفيتي. حزبياً، نشط في الحزب الشيوعي في ألمانيا والحزب الديمقراطي الاجتماعي الألماني والحزب الديمقراطي الاجتماعي الألماني المستقل ‏. وقد انتخب عضو مجلس الشورى الموحد بروسيا وانتخب عضو مجلس النواب الألماني للجمهورية فايمار.